# Sampaio
Sampaio és un barri de la Zona Nord del municipi de Rio de Janeiro tallat pel ramal de la Supervia.
El seu IDH, l'any 2000, era de 0,839, el 59 millor del municipi de Rio.
De caràcter estrictament residencial, es localitza entre Engenho Novo, Jacaré, Riachuelo i Vila Isabel. Queda separat d'aquest últim per la Serra de l'Engenho Novo.

## Història

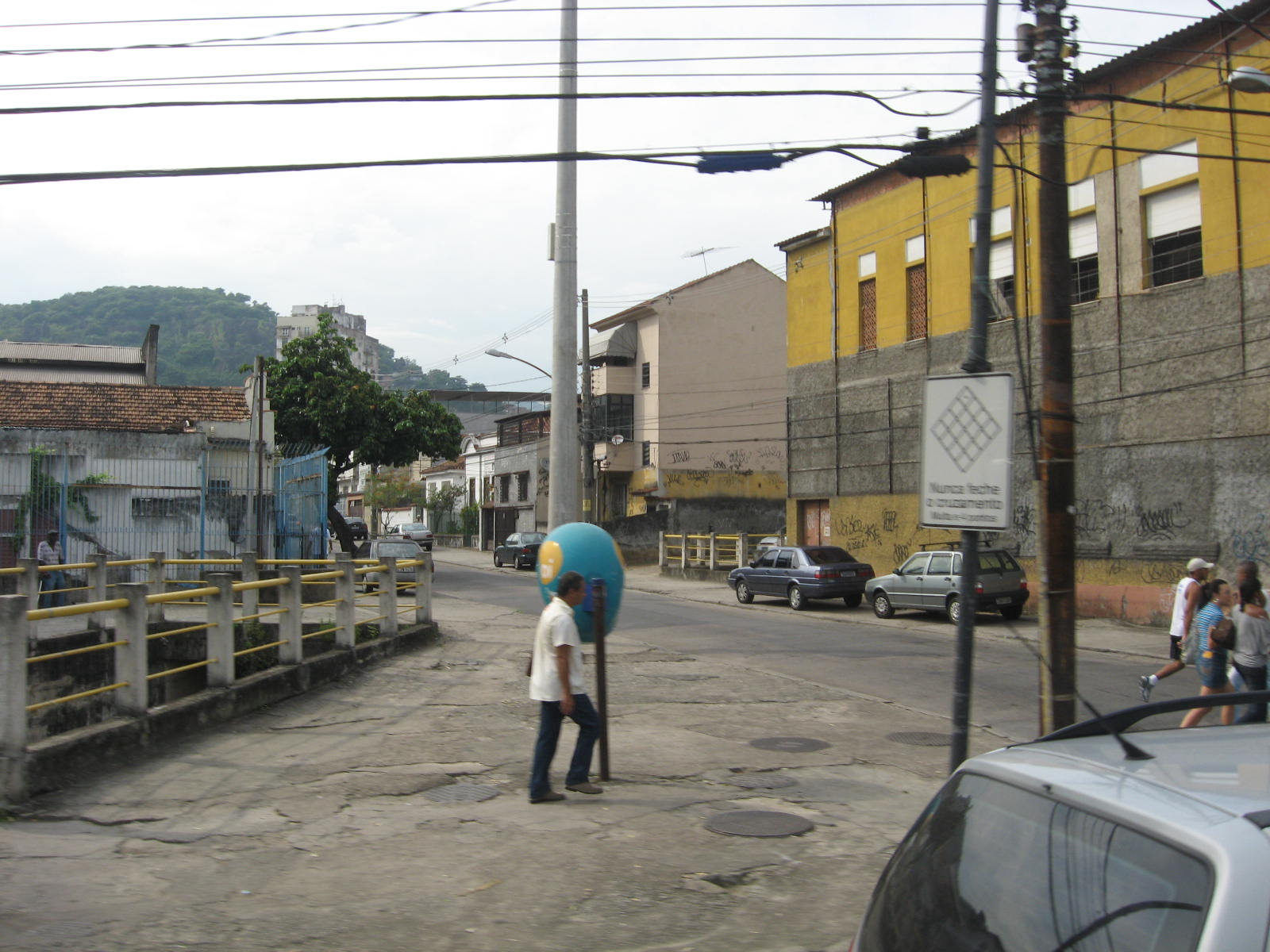
Vista del barri carioca de Sampaio, en el suburbi de la ciutat de Rio.

Així com el barri del Riachuelo, Sampaio té origen en l'antiga hisenda de l'Engenho Novo. Les seves terres pertanyien a grans propietaris com Paim Pamplona i Adriano Muller que, amb el temps, van ser parcel·lades i urbanitzades. Els primitius propietaris van obrir carrers com Cadete Polònia i Paim Pamplona. La seva estació és un homenatge al llavors Coronel Antônio de Sampaio, Patró de la Infantaria. En el Barri, estan localitzades les comunitats del Morro de la Matriz i Quieto. En la Av. Marechal Rondon està la Vila Olímpica del Sampaio.

## Localització
El barri de Sampaio forma part de la regió administrativa de Méier. Els barris integrants de la regió administrativa són: Abolição, Água Santa, Cachambi, Encantado, Engenho de Dentro, Engenho Novo, Jacaré, Lins de Vasconcelos, Méier, Piedade, Pilares, Riachuelo, Rocha, Sampaio, São Francisco Xavier i Todos os Santos.
El barri queda exactament entre els estadis de Maracanã i d'Engenhão. I al mig exacte, queda la Vila Olímpica de Sampaio.
La denominació, delimitació i codificació del barri va ser establerta pel Decret Nº 3158, de 23 de juliol de 1981 amb alteracions del Decret Nº 5280, de 23 d'agost de 1985 i per la Llei Complementària núm. 17 de 29 de juliol de 1992.